# Martin Dahlin
Dan Martin Nataniel Dahlin (Uddevalla, 16 aprile 1968) è un ex calciatore e procuratore sportivo svedese.

## Biografia
Nato da padre venezuelano, è stato chiamato Martin in onore di Martin Luther King.

## Carriera

### Giocatore

#### Club
Nato da padre di nazionalità venezuelana (porta il cognome della madre perché non è mai stato riconosciuto), iniziò la sua carriera professionistica nel Malmö FF, dove giocò al 1987 al 1991, quando si trasferì al Borussia Mönchengladbach in cambio dell'equivalente di 0,7 milioni di euro. Qui segnò 50 reti in 106 partite, dal 1991 al 1996.
Nel 1996 si trasferì nella Serie A, alla Roma (che lo strappò alla concorrenza della Juventus, pagandolo 5 miliardi di lire). Nella capitale giocò soltanto 3 partite, senza segnare, anche per via della concorrenza nel suo ruolo con un giovane Francesco Totti, Abel Balbo, Daniel Fonseca e Marco Delvecchio.
Tornò quindi al Borussia Mönchengladbach, prima di firmare per il Blackburn e per l'Amburgo, dove chiuse la carriera. In particolare, la sua esperienza in terra britannica è considerata negativa: arrivato a Blackburn con grandi aspettative e in cambio di una cifra equivalente a 3,5 milioni di euro, Dahlin giocò 29 incontri segnando 6 gol, anche a causa di un infortunio occorsogli durante un allenamento.

#### Nazionale
Con la Nazionale svedese disputò 60 incontri, mettendo a segno 29 reti tra il 1991 e il 1999. Con queste 29 reti è settimo (a pari merito con l'ex Bari, tra le tante, Marcus Allbäck) tra i migliori marcatori della selezione scandinava.
Dopo aver preso parte alle Olimpiadi del 1988, con la Svezia Dahlin prese parte a Euro '92 e ai Mondiali di USA '94; se nella competizione continentale non trovò la via del goal, diversa fu la storia al torneo mondiale: realizzò infatti 4 goal in 5 partite, rispettivamente nei gironi contro Camerun e Russia (doppietta che ha consentito alla sua squadra di superare il turno con una giornata d'anticipo) e agli ottavi contro l'Arabia Saudita. La Svezia al termine della competizione ottenne un sorprendente terzo posto.
Non poté disputare altri tornei oltre a questi, in quanto la Svezia non si qualificò più successivamente a un torneo maggiore fino a Euro 2000, quando tuttavia Dahlin aveva già lasciato il calcio.

### Procuratore
Appesi gli scarpini al chiodo, intraprese la carriera da procuratore per la MD Management. Attualmente rappresenta calciatori professionisti come Ola Toivonen e Andreas Granqvist.

## Statistiche

### Presenze e reti nei club
| Stagione                   | Squadra                    | Campionato                 | Campionato | Campionato | Coppe nazionali | Coppe nazionali | Coppe nazionali | Coppe continentali | Coppe continentali | Coppe continentali | Altre coppe | Altre coppe | Altre coppe | Totale | Totale |
| Stagione                   | Squadra                    | Comp                       | Pres       | Reti       | Comp            | Pres            | Reti            | Comp               | Pres               | Reti               | Comp        | Pres        | Reti        | Pres   | Reti   |
| -------------------------- | -------------------------- | -------------------------- | ---------- | ---------- | --------------- | --------------- | --------------- | ------------------ | ------------------ | ------------------ | ----------- | ----------- | ----------- | ------ | ------ |
| 1985                       | Lunds BK                   | D1                         | 17         | 0          | CS              | ?               | ?               | -                  | -                  | -                  | -           | -           | -           | 17+    | 0+     |
| 1986                       | Lunds BK                   | D1                         | 13         | 7          | CS              | ?               | ?               | -                  | -                  | -                  | -           | -           | -           | 13+    | 7+     |
| Totale Lunds BK            | Totale Lunds BK            | Totale Lunds BK            | 30         | 7          |                 | ?               | ?               |                    | -                  | -                  |             | -           | -           | 30+    | 7+     |
| 1987                       | Malmö FF                   | A                          | 0          | 0          | CS              | ?               | ?               | CC+Int             | 0+?                | 0+?                | -           | -           | -           | ?      | ?      |
| 1988                       | Malmö FF                   | A                          | 25         | 22         | CS              | ?               | ?               | CU+Int             | 4 + 1+             | 1+?                | -           | -           | -           | 29+    | 23+    |
| 1989                       | Malmö FF                   | A                          | 21         | 5          | CS              | ?               | ?               | CC+Int             | 2 + 2+             | 0 + 1+             | -           | -           | -           | 25+    | 6+     |
| 1990                       | Malmö FF                   | A                          | 19         | 7          | CS              | ?               | ?               | CC+Int             | 3+?                | 0+?                | -           | -           | -           | 22+    | 7+     |
| 1991                       | Malmö FF                   | A                          | 22         | 11         | CS              | ?               | ?               | Int                | 1+                 | ?                  | -           | -           | -           | 22+    | 11+    |
| Totale Malmö FF            | Totale Malmö FF            | Totale Malmö FF            | 87         | 45         |                 | ?               | ?               |                    | 13+                | 2+                 |             | -           | -           | 100+   | 47+    |
| ott. 1991-1992             | Borussia M'gladbach        | BL                         | 12         | 2          | CG              | 2               | 0               | -                  | -                  | -                  | -           | -           | -           | 14     | 2      |
| 1992-1993                  | Borussia M'gladbach        | BL                         | 20         | 10         | CG              | 3               | 1               | -                  | -                  | -                  | -           | -           | -           | 23     | 11     |
| 1993-1994                  | Borussia M'gladbach        | BL                         | 27         | 12         | CG              | 4               | 2               | -                  | -                  | -                  | -           | -           | -           | 31     | 14     |
| 1994-1995                  | Borussia M'gladbach        | BL                         | 24         | 11         | CG              | 5               | 2               | -                  | -                  | -                  | -           | -           | -           | 29     | 13     |
| 1995-1996                  | Borussia M'gladbach        | BL                         | 23         | 15         | CG              | 1               | 0               | CdC                | 5                  | 3                  | SG          | 1           | 0           | 30     | 18     |
| lug.-nov. 1996             | Roma                       | A                          | 3          | 0          | CI              | 1               | 0               | CU                 | 0                  | 0                  | -           | -           | -           | 4      | 0      |
| nov. 1996-1997             | Borussia M'gladbach        | BL                         | 19         | 10         | CG              | -               | -               | CU                 | -                  | -                  | -           | -           | -           | 19     | 10     |
| Totale Borussia M'gladbach | Totale Borussia M'gladbach | Totale Borussia M'gladbach | 125        | 60         |                 | 15              | 5               |                    | 5                  | 3                  |             | 1           | 0           | 146    | 68     |
| 1997-1998                  | Blackburn                  | PL                         | 21         | 4          | FACup+CdL       | 1+2             | 0+2             | -                  | -                  | -                  | -           | -           | -           | 24     | 6      |
| lug.-ott. 1998             | Blackburn                  | PL                         | 5          | 0          | FACup+CdL       | 0               | 0               | CU                 | 1                  | 0                  | -           | -           | -           | 6      | 0      |
| Totale Blackburn           | Totale Blackburn           | Totale Blackburn           | 26         | 4          |                 | 3               | 2               |                    | 1                  | 0                  |             | -           | -           | 30     | 6      |
| ott. 1998-1999             | Amburgo                    | BL                         | 8          | 0          | CG              | -               | -               | -                  | -                  | -                  | -           | -           | -           | 8      | 0      |
| Totale carriera            | Totale carriera            | Totale carriera            | 279        | 116        |                 | 19+             | 7+              |                    | 19+                | 5+                 |             | 1           | 0           | 318+   | 128+   |

### Cronologia presenze e reti in nazionale
| Cronologia completa delle presenze e delle reti in nazionale ― Svezia | Cronologia completa delle presenze e delle reti in nazionale ― Svezia | Cronologia completa delle presenze e delle reti in nazionale ― Svezia | Cronologia completa delle presenze e delle reti in nazionale ― Svezia | Cronologia completa delle presenze e delle reti in nazionale ― Svezia | Cronologia completa delle presenze e delle reti in nazionale ― Svezia | Cronologia completa delle presenze e delle reti in nazionale ― Svezia | Cronologia completa delle presenze e delle reti in nazionale ― Svezia |
| Data                                                                  | Città                                                                 | In casa                                                               | Risultato                                                             | Ospiti                                                                | Competizione                                                          | Reti                                                                  | Note                                                                  |
| --------------------------------------------------------------------- | --------------------------------------------------------------------- | --------------------------------------------------------------------- | --------------------------------------------------------------------- | --------------------------------------------------------------------- | --------------------------------------------------------------------- | --------------------------------------------------------------------- | --------------------------------------------------------------------- |
| 17-4-1991                                                             | Nea Filadelfeia                                                       | Grecia                                                                | 2 – 2                                                                 | Svezia                                                                | Amichevole                                                            | -                                                                     |                                                                       |
| 1-5-1991                                                              | Stoccolma                                                             | Svezia                                                                | 6 – 0                                                                 | Austria                                                               | Amichevole                                                            | 2                                                                     |                                                                       |
| 13-6-1991                                                             | Göteborg                                                              | Svezia                                                                | 2 – 3 dts                                                             | Unione Sovietica                                                      | Torneo Scania 100 - Semifinale                                        | -                                                                     |                                                                       |
| 15-6-1991                                                             | Malmö                                                                 | Svezia                                                                | 4 – 0                                                                 | Danimarca                                                             | Torneo Scania 100 - Finale 3º posto                                   | 2                                                                     |                                                                       |
| 8-8-1991                                                              | Oslo                                                                  | Norvegia                                                              | 1 – 2                                                                 | Svezia                                                                | Amichevole                                                            | -                                                                     | 73’                                                                   |
| 21-8-1991                                                             | Gdynia                                                                | Polonia                                                               | 2 – 1                                                                 | Svezia                                                                | Amichevole                                                            | -                                                                     |                                                                       |
| 4-9-1991                                                              | Stoccolma                                                             | Svezia                                                                | 4 – 3                                                                 | Jugoslavia                                                            | Amichevole                                                            | 2                                                                     |                                                                       |
| 7-5-1992                                                              | Stoccolma                                                             | Svezia                                                                | 5 – 0                                                                 | Polonia                                                               | Amichevole                                                            | 1                                                                     |                                                                       |
| 27-5-1992                                                             | Stoccolma                                                             | Svezia                                                                | 2 – 1                                                                 | Ungheria                                                              | Amichevole                                                            | -                                                                     | 67’                                                                   |
| 10-6-1992                                                             | Stoccolma                                                             | Svezia                                                                | 1 – 1                                                                 | Francia                                                               | Euro 1992 - 1º turno                                                  | -                                                                     | 74’                                                                   |
| 14-6-1992                                                             | Solna                                                                 | Svezia                                                                | 1 – 0                                                                 | Danimarca                                                             | Euro 1992 - 1º turno                                                  | -                                                                     | 77’                                                                   |
| 17-6-1992                                                             | Solna                                                                 | Svezia                                                                | 2 – 1                                                                 | Inghilterra                                                           | Euro 1992 - 1º turno                                                  | -                                                                     |                                                                       |
| 21-6-1992                                                             | Stoccolma                                                             | Svezia                                                                | 2 – 3                                                                 | Germania                                                              | Euro 1992 - Semifinale                                                | -                                                                     | 72’ 73’                                                               |
| 26-8-1992                                                             | Oslo                                                                  | Norvegia                                                              | 2 – 2                                                                 | Svezia                                                                | Amichevole                                                            | 1                                                                     | 84’                                                                   |
| 9-9-1992                                                              | Helsinki                                                              | Finlandia                                                             | 0 – 1                                                                 | Svezia                                                                | Qual. Mondiali 1994                                                   | -                                                                     |                                                                       |
| 7-10-1992                                                             | Solna                                                                 | Svezia                                                                | 2 – 0                                                                 | Bulgaria                                                              | Qual. Mondiali 1994                                                   | 1                                                                     | 3’ 87’                                                                |
| 11-11-1992                                                            | Ramat Gan                                                             | Israele                                                               | 1 – 3                                                                 | Svezia                                                                | Qual. Mondiali 1994                                                   | 1                                                                     | 82’                                                                   |
| 15-4-1993                                                             | Budapest                                                              | Ungheria                                                              | 0 – 2                                                                 | Svezia                                                                | Amichevole                                                            | -                                                                     | 46’                                                                   |
| 28-4-1993                                                             | Parigi                                                                | Francia                                                               | 2 – 1                                                                 | Svezia                                                                | Qual. Mondiali 1994                                                   | 1                                                                     | 67’                                                                   |
| 19-5-1993                                                             | Stoccolma                                                             | Svezia                                                                | 1 – 0                                                                 | Austria                                                               | Qual. Mondiali 1994                                                   | -                                                                     | 87’                                                                   |
| 2-6-1993                                                              | Stoccolma                                                             | Svezia                                                                | 5 – 0                                                                 | Israele                                                               | Qual. Mondiali 1994                                                   | -                                                                     |                                                                       |
| 11-8-1993                                                             | Borås                                                                 | Svezia                                                                | 1 – 2                                                                 | Svizzera                                                              | Amichevole                                                            | 1                                                                     |                                                                       |
| 22-8-1993                                                             | Solna                                                                 | Svezia                                                                | 1 – 1                                                                 | Francia                                                               | Qual. Mondiali 1994                                                   | 1                                                                     |                                                                       |
| 8-9-1993                                                              | Sofia                                                                 | Bulgaria                                                              | 1 – 1                                                                 | Svezia                                                                | Qual. Mondiali 1994                                                   | 1                                                                     | 85’                                                                   |
| 13-10-1993                                                            | Solna                                                                 | Svezia                                                                | 3 – 2                                                                 | Finlandia                                                             | Qual. Mondiali 1994                                                   | 2                                                                     |                                                                       |
| 5-5-1994                                                              | Solna                                                                 | Svezia                                                                | 3 – 1                                                                 | Nigeria                                                               | Amichevole                                                            | -                                                                     | 81’                                                                   |
| 26-5-1994                                                             | Copenaghen                                                            | Danimarca                                                             | 1 – 0                                                                 | Svezia                                                                | Amichevole                                                            | -                                                                     |                                                                       |
| 5-6-1994                                                              | Solna                                                                 | Svezia                                                                | 2 – 0                                                                 | Norvegia                                                              | Amichevole                                                            | -                                                                     | 81’                                                                   |
| 12-6-1994                                                             | Mission Viejo                                                         | Romania                                                               | 1 – 1                                                                 | Svezia                                                                | Amichevole                                                            | -                                                                     | 46’                                                                   |
| 19-6-1994                                                             | Pasadena                                                              | Camerun                                                               | 2 – 2                                                                 | Svezia                                                                | Mondiali 1994 - 1º turno                                              | 1                                                                     | 72’                                                                   |
| 24-6-1994                                                             | Detroit                                                               | Svezia                                                                | 3 – 1                                                                 | Russia                                                                | Mondiali 1994 - 1º turno                                              | 2                                                                     | 58’                                                                   |
| 3-7-1994                                                              | Dallas                                                                | Arabia Saudita                                                        | 1 – 3                                                                 | Svezia                                                                | Mondiali 1994 - Ottavi di finale                                      | 1                                                                     |                                                                       |
| 10-7-1994                                                             | Palo Alto                                                             | Romania                                                               | 2 – 2 dts (4 – 5 dtr)                                                 | Svezia                                                                | Mondiali 1994 - Quarti di finale                                      | -                                                                     | 107’                                                                  |
| 13-7-1994                                                             | Pasadena                                                              | Svezia                                                                | 0 – 1                                                                 | Brasile                                                               | Mondiali 1994 - Semifinale                                            | -                                                                     | 68’                                                                   |
| 7-9-1994                                                              | Reykjavík                                                             | Islanda                                                               | 0 – 1                                                                 | Svezia                                                                | Qual. Euro 1996                                                       | -                                                                     | 68’                                                                   |
| 12-10-1994                                                            | Berna                                                                 | Svizzera                                                              | 4 – 2                                                                 | Svezia                                                                | Qual. Euro 1996                                                       | 1                                                                     | 51’                                                                   |
| 16-11-1994                                                            | Stoccolma                                                             | Svezia                                                                | 2 – 0                                                                 | Ungheria                                                              | Qual. Euro 1996                                                       | 1                                                                     |                                                                       |
| 29-3-1995                                                             | Ankara                                                                | Turchia                                                               | 2 – 1                                                                 | Svezia                                                                | Qual. Euro 1996                                                       | -                                                                     | 25’                                                                   |
| 1-6-1995                                                              | Malmö                                                                 | Svezia                                                                | 1 – 1                                                                 | Islanda                                                               | Qual. Euro 1996                                                       | -                                                                     |                                                                       |
| 4-6-1995                                                              | Birmingham                                                            | Brasile                                                               | 1 – 0                                                                 | Svezia                                                                | Amichevole                                                            | -                                                                     | 77’                                                                   |
| 16-8-1995                                                             | Norrköping                                                            | Svezia                                                                | 1 – 0                                                                 | Stati Uniti                                                           | Amichevole                                                            | -                                                                     |                                                                       |
| 6-9-1995                                                              | Göteborg                                                              | Svezia                                                                | 0 – 0                                                                 | Svizzera                                                              | Qual. Euro 1996                                                       | -                                                                     | 87’                                                                   |
| 15-11-1995                                                            | Solna                                                                 | Svezia                                                                | 2 – 2                                                                 | Turchia                                                               | Qual. Euro 1996                                                       | -                                                                     |                                                                       |
| 19-2-1996                                                             | Hong Kong                                                             | Hong Kong League XI                                                   | 0 – 1                                                                 | Svezia                                                                | Lunar New Year Cup 1996 - Semifinale                                  | -                                                                     |                                                                       |
| 24-4-1996                                                             | Belfast                                                               | Irlanda del Nord                                                      | 1 – 2                                                                 | Svezia                                                                | Amichevole                                                            | 1                                                                     | 80’                                                                   |
| 9-5-1996                                                              | Helsingborg                                                           | Svezia                                                                | 2 – 1                                                                 | Slovacchia                                                            | Amichevole                                                            | 1                                                                     |                                                                       |
| 16-5-1996                                                             | Seul                                                                  | Corea del Sud                                                         | 0 – 2                                                                 | Svezia                                                                | Amichevole                                                            | 1                                                                     |                                                                       |
| 1-6-1996                                                              | Solna                                                                 | Svezia                                                                | 5 – 1                                                                 | Bielorussia                                                           | Qual. Mondiali 1998                                                   | 1                                                                     | 77’                                                                   |
| 14-8-1996                                                             | Göteborg                                                              | Svezia                                                                | 0 – 1                                                                 | Danimarca                                                             | Amichevole                                                            | -                                                                     |                                                                       |
| 1-9-1996                                                              | Riga                                                                  | Lettonia                                                              | 1 – 2                                                                 | Svezia                                                                | Qual. Mondiali 1998                                                   | 1                                                                     | 77’                                                                   |
| 9-10-1996                                                             | Solna                                                                 | Svezia                                                                | 0 – 1                                                                 | Austria                                                               | Qual. Mondiali 1998                                                   | -                                                                     | 84’                                                                   |
| 10-11-1996                                                            | Glasgow                                                               | Scozia                                                                | 1 – 0                                                                 | Svezia                                                                | Qual. Mondiali 1998                                                   | -                                                                     | 16’                                                                   |
| 2-4-1997                                                              | Parigi                                                                | Francia                                                               | 1 – 0                                                                 | Svezia                                                                | Amichevole                                                            | -                                                                     | 59’                                                                   |
| 30-4-1997                                                             | Göteborg                                                              | Svezia                                                                | 2 – 1                                                                 | Scozia                                                                | Qual. Mondiali 1998                                                   | -                                                                     | 55’                                                                   |
| 22-5-1997                                                             | Stoccolma                                                             | Svezia                                                                | 2 – 2                                                                 | Polonia                                                               | Amichevole                                                            | -                                                                     | 46’                                                                   |
| 8-6-1997                                                              | Tallinn                                                               | Estonia                                                               | 2 – 3                                                                 | Svezia                                                                | Qual. Mondiali 1998                                                   | 1                                                                     | 72’                                                                   |
| 6-8-1997                                                              | Malmö                                                                 | Svezia                                                                | 1 – 0                                                                 | Lituania                                                              | Amichevole                                                            | 1                                                                     |                                                                       |
| 20-8-1997                                                             | Minsk                                                                 | Bielorussia                                                           | 1 – 2                                                                 | Svezia                                                                | Qual. Mondiali 1998                                                   | -                                                                     | 89’                                                                   |
| 6-9-1997                                                              | Vienna                                                                | Austria                                                               | 1 – 0                                                                 | Svezia                                                                | Qual. Mondiali 1998                                                   | -                                                                     |                                                                       |
| 10-9-1997                                                             | Stoccolma                                                             | Svezia                                                                | 1 – 0                                                                 | Lettonia                                                              | Qual. Mondiali 1998                                                   | -                                                                     | 57’                                                                   |
| 11-10-1997                                                            | Solna                                                                 | Svezia                                                                | 1 – 0                                                                 | Estonia                                                               | Qual. Mondiali 1998                                                   | -                                                                     | 66’                                                                   |
| Totale                                                                |                                                                       | Presenze                                                              | 61                                                                    |                                                                       | Reti (8º posto)                                                       | 29                                                                    |                                                                       |

| Cronologia completa delle presenze e delle reti in nazionale ― Svezia olimpica | Cronologia completa delle presenze e delle reti in nazionale ― Svezia olimpica | Cronologia completa delle presenze e delle reti in nazionale ― Svezia olimpica | Cronologia completa delle presenze e delle reti in nazionale ― Svezia olimpica | Cronologia completa delle presenze e delle reti in nazionale ― Svezia olimpica | Cronologia completa delle presenze e delle reti in nazionale ― Svezia olimpica | Cronologia completa delle presenze e delle reti in nazionale ― Svezia olimpica | Cronologia completa delle presenze e delle reti in nazionale ― Svezia olimpica |
| Data                                                                           | Città                                                                          | In casa                                                                        | Risultato                                                                      | Ospiti                                                                         | Competizione                                                                   | Reti                                                                           | Note                                                                           |
| ------------------------------------------------------------------------------ | ------------------------------------------------------------------------------ | ------------------------------------------------------------------------------ | ------------------------------------------------------------------------------ | ------------------------------------------------------------------------------ | ------------------------------------------------------------------------------ | ------------------------------------------------------------------------------ | ------------------------------------------------------------------------------ |
| 17-9-1988                                                                      | Daegu                                                                          | Svezia olimpica                                                                | 2 – 2                                                                          | Tunisia olimpica                                                               | Olimpiadi 1988 - 1º turno                                                      | -                                                                              | 65’                                                                            |
| 19-9-1988                                                                      | Daegu                                                                          | Cina olimpica                                                                  | 0 – 2                                                                          | Svezia olimpica                                                                | Olimpiadi 1988 - 1º turno                                                      | -                                                                              | 75’                                                                            |
| 21-9-1988                                                                      | Daegu                                                                          | Svezia olimpica                                                                | 2 – 1                                                                          | Germania olimpica                                                              | Olimpiadi 1988 - 1º turno                                                      | -                                                                              | 24’ 77’                                                                        |
| 25-9-1988                                                                      | Daegu                                                                          | Svezia olimpica                                                                | 1 – 2 dts                                                                      | Italia olimpica                                                                | Olimpiadi 1988 - Quarti di finale                                              | -                                                                              | 73’                                                                            |
| Totale                                                                         |                                                                                | Presenze                                                                       | 4                                                                              |                                                                                | Reti                                                                           | 0                                                                              |                                                                                |

## Palmarès

### Club

#### Competizioni nazionali
- Campionato svedese: 1

Malmö: 1988
- Coppa di Svezia: 1

Malmö: 1989
- Coppa di Germania: 1

Borussia M'gladbach: 1994-1995

#### Competizioni internazionali
- Coppa Intertoto UEFA: 3

Malmö: 1987, 1988, 1990

### Individuale
- Calciatore svedese dell'anno: 1

1993